# Patrick Park
Patrick Park, född 1 januari 1977 i Morrison, Colorado, är en amerikansk singer-songwriter och gitarrist.
Park medverkar med låten "Something Pretty" på musikalbumet Music from the OC: Mix 2, som innehåller musik från tv-serien The O.C.. Dock blev låten "Life Is A Song" från albumet: Everyone's in Everyone den största låten från The O.C., då den spelades i sista scenen på sista avsnittet som någonsin sändes.

## Diskografi
Studioalbum
- 2003 – Loneliness Knows My Name
- 2007 – Everyone's in Everyone
- 2010 – Come What Will
- 2014 – Love Like Swords
- 2019 – Here/Gone

Livealbum
- 2006 – Monday Nights at Spaceland

EP
- 2000 – Basement Tapes
- 2003 – Under the Unminding Skies
- 2003 – Rarities
- 2003 – Patrick Park
- 2007 – StickBirdSongs
- 2007 – Songs of Peace – Songs of Protest
- 2013 – We Fall out of Touch

Singlar
- 2003 – "Honest Skrew" / "Snow Don't Fall"